# NGC 1997
NGC 1997 је расејано звездано јато у сазвежђу Златна риба које се налази на NGC листи објеката дубоког неба.
Деклинација објекта је - 63° 12' 15" а ректасцензија 5h 30m 34,4s. Привидна величина (магнитуда) објекта NGC 1997 износи 13,4 а фотографска магнитуда 14,3. NGC 1997 је још познат и под ознакама ESO 86-SC1.